# 新橋文化劇場
新橋文化劇場（しんばしぶんかげきじょう）は、かつて存在した日本の映画館である。
第二次世界大戦後の1955年（昭和30年）、東京都港区芝新橋（現在の新橋）の新橋駅ガード下に蔡火盛が新橋ニュース劇場（しんばしニュースげきじょう）として開館した。翌1956年（昭和31年）には同館の並びに新橋文化劇場を併設、1961年（昭和36年）には新橋第三劇場（しんばしだいさんげきじょう）を併設して3館体制になった。1971年（昭和46年）前後にはニュース劇場を新橋日活ロマン劇場（しんばしにっかつロマンげきじょう）と改称、1979年（昭和54年）に2館体制になり、1988年（昭和63年）のにっかつロマンポルノ終了を機に新橋ロマン劇場（しんばしロマンげきじょう）と改称した。2014年（平成26年）8月31日、両館ともに閉館した。

## 沿革
- 1955年 - 新橋ニュース劇場として開館[6][23]
- 1956年 - 新橋文化劇場を併設・開館[6][7]
- 1961年 - 新橋第三劇場を併設・開館、3館体制に[8][9]
- 1971年前後 - ニュース劇場を新橋日活ロマン劇場と改称[14]
- 1979年 - 新橋第三劇場を閉館、新橋文化劇場・新橋日活ロマン劇場の2館体制に[18][19]
- 1988年前後 - 新橋日活ロマン劇場を新橋ロマン劇場と改称
- 2014年8月31日 - 閉館[1][5]

## 名称の変遷
|    | 1955年           | 1956年           | 1961年           | 1971年             | 1979年             | 1988年 - 2014年   |
| -- | ---------------- | ---------------- | ---------------- | ------------------ | ------------------ | ----------------- |
| 北 | 新橋ニュース劇場 | 新橋ニュース劇場 | 新橋ニュース劇場 | 新橋日活ロマン劇場 | -                  | （BAR T's DINER） |
| 中 | -                | 新橋文化劇場     | 新橋第三劇場     | 新橋第三劇場       | 新橋文化劇場       | 新橋文化劇場      |
| 南 | -                | -                | 新橋文化劇場     | 新橋文化劇場       | 新橋日活ロマン劇場 | 新橋ロマン劇場    |

## データ
- 所在地 : 東京都港区新橋3丁目25番19号 [12][13][14][15][16][17][18][20][21][22][24][25]
（現在の「サカナヤ オアジ新橋店」の位置[26][27]）
  - 開館当時の東京都港区芝新橋3丁目6番地 [6][8][9][10][11][28]

北緯35度39分54秒 東経139度45分30秒 / 北緯35.66500度 東経139.75833度
- 経営 : 
  1. 蔡火盛 （1955年[6] - 1963年[8][9]）
  2. 東和企業株式会社 （1963年[10][11][12][13] - 2014年[15][16][17][18][19][20][21][22]）

  1. 蔡火欽 （1973年[14] - 1974年）
  2. 砂井盛光 （1974年[15] - 1989年[16][17][18][19][20]）
  3. 砂井国男 （1989年 - 2014年[21][22]）
- 支配人 : 
  1. 滝沢恵吉 （1955年[6] - 1974年[8][9][10][11][12][13][14]）
  2. 呉振奎 （1975年[15]）
  3. 飯野武三 （1976年[16]）
  4. 新野俊二 （1976年[17] - 1984年[18][19][20]）
  5. 見村隆義 （1984年 - 1993年）
  6. 新野俊二 （1993年 - 2000年前後）
  7. 松坂芳男 （2000年前後 - 2008年前後）
  8. 小田久光 （2008年前後 - 2011年[21]）
  9. 遠藤健介 （2011年[22] - 2014年）
- 構造 : 鉄筋コンクリート造一階建 [6][8][9][10][11][12][13][14][15][16][17][18][20][21][22]
- 観客定員数 : 
  - 新橋ニュース劇場 ⇒ 新橋ロマン劇場 : 88名（1955年[6]） ⇒ 130名（1961年[8]） ⇒ 150名（1965年 - 1975年[13][14][15]） ⇒ 140名（1976年[16] - 1979年[17][18][19]） ⇒ 100名（1984年[20] - 1991年） ⇒ 81名（1999年 - 2014年[21][22]）
  - 新橋文化劇場 : 130名（1961年[8]） ⇒ 140名（1965年 - 1975年[13][14][15]） ⇒ 135名（1976年[16] - 1979年[17][18]） ⇒ 100名（1984年[20] - 1991年） ⇒ 81名（1999年 - 2014年[21][22]）
  - 新橋第三劇場 : 120名（1965年 - 1975年[13][14][15]） ⇒ 147名（1976年[16] - 1979年[17][18]）
- 入場料金（2014年[1]） : 
  - 新橋文化劇場 : 一般900円、シニア・女性・男女ペア・学生・クーポン割引800円、毎月1日・ラスト1本700円、1か月有効劇場前売券700円
  - 新橋ロマン劇場 : 一般1,300円、クーポン割引1,200円、シニア・毎月1日・ラスト1本1,000円

## 概要

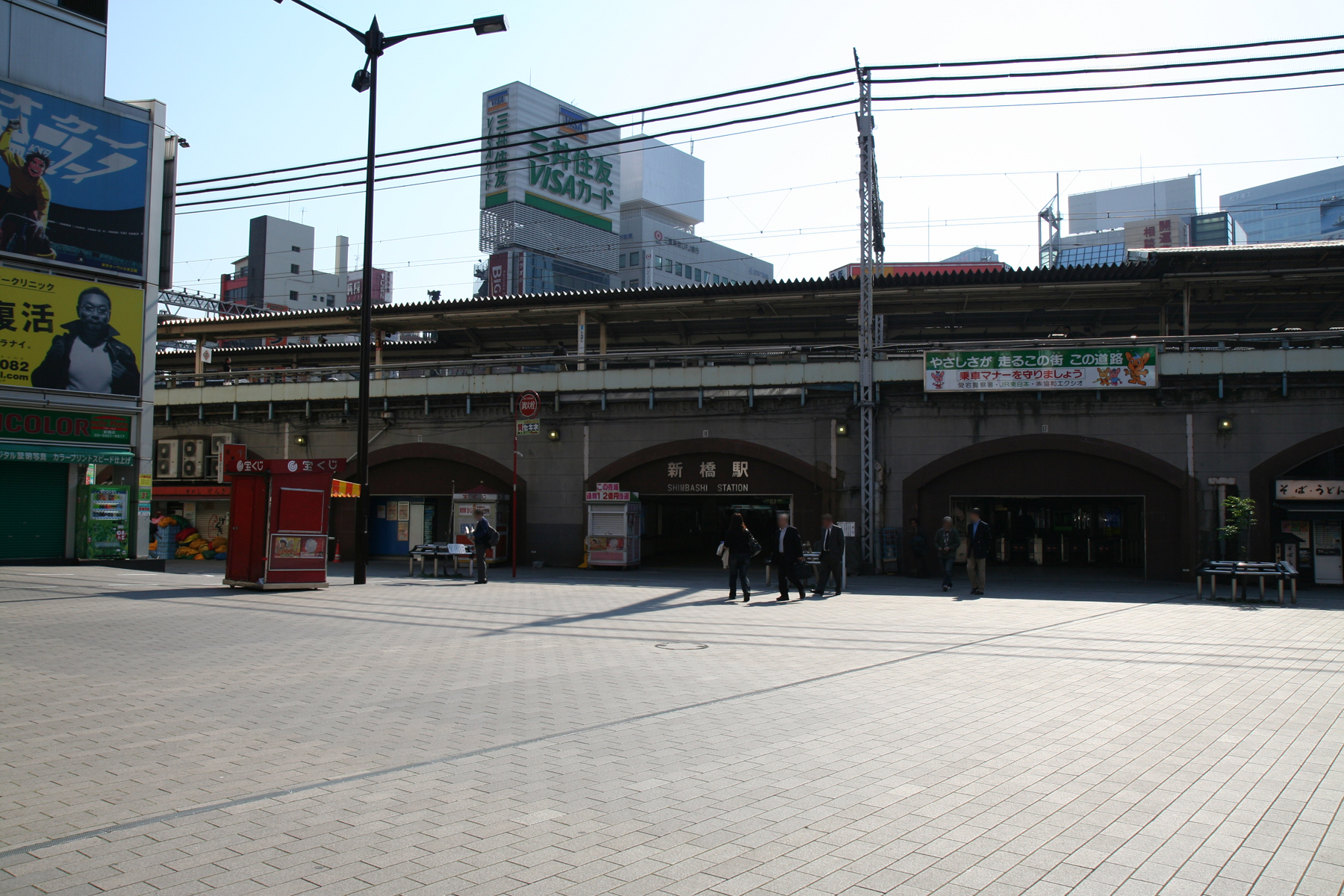
新橋駅のガード下、柱と柱の間の幅が劇場の間口である（日比谷口、2007年撮影）。

### 開館と3館体制の時代
第二次世界大戦終結から10年が経過した1955年（昭和30年）、東京都港区芝新橋3丁目6番地（現在の新橋3丁目25番19号）の新橋駅ガード下に、蔡火盛が新橋ニュース劇場として開館した。同館の公式ウェブサイト等では「昭和32年」（1957年）に開館したとしているが、1956年（昭和31年）に発行された同時代資料である『映画年鑑 1956 別冊 映画便覧』には、すでに同館は掲載されており、これは前年の「1955年秋」までに確定した情報である。同書によれば、同館の経営は蔡火盛の個人経営、支配人は滝沢恵吉、観客定員数88名と当時としては小規模な映画館であり、ニュース映画・短篇映画の専門館であった。同館が開館する前年、1954年（昭和29年）の新橋駅近辺には、戦前からの新橋キネマ（芝新橋5丁目10番地）、芝園館（芝新堀町39番地）および飛行館ホール（戦前の日比谷日活館、のちの飛行館名画座、芝田村町1丁目4番地）、駅の地下にあった新橋メトロ映画劇場（芝新橋2丁目8番地）が存在した。
『映画年鑑 1956 別冊 映画便覧』によれば、同館の開館と同年に、同館と同一の経営者（蔡火盛）、同一の支配人（滝沢恵吉）によって、大田区池上徳持町72番地1号（現在の池上6丁目近辺）、池上駅のすぐ前に池上映画劇場（木造一階建、観客定員数320名、東映系）が開館している。池上映画劇場は、プロボクサー斎藤清作としてデビューする前のたこ八郎が上京後最初に勤めた宝石店「銀水堂」（銀座6丁目）の系列にあって、宝石店から配転された先の映画館として知られる。「銀水堂」を経営した蔡火欽は台湾出身で、1957年（昭和32年）6月までの時点では、同宝石店や同館のほか芝田村町（現在の西新橋）に旅館を経営していたという。蔡火欽、蔡火盛の両名は、1968年（昭和43年・民國57年）に台湾・彰化県彰化市の国民小学である彰化県立中山国民小学に図書館を寄贈しており、1991年（平成3年・民國80年）7月22日、同校に「校友蔡火欽獎學金」を設立した人物として記録されている。
ニュース劇場開館の翌年、1956年（昭和31年）には、同館の並び、同じくガード下に新橋文化劇場（観客定員130名）を併設・開館した。この時期にはすでにニュース劇場は洋画、文化劇場は日本映画のそれぞれ封切りから数番落ちの作品の上映館になっており、同館が発行した『新橋ニュース劇場プログラム』には洋画の解説と予告、裏面には『新橋文化劇場ニュース』が刷られていた。同プログラムによると、1957年（昭和32年）ころにはニュース劇場では『渡洋爆撃隊』（監督マイケル・カーティス、製作1944年、日本公開1951年8月7日）、『ミズーリ大平原』（ジェリー・ホッパー、製作1953年、日本公開1954年4月23日）がそれぞれ週替わりの一本立興行、新橋文化劇場では『てんてん娘に花が咲く』（監督青柳信雄、製作宝塚映画製作所、配給東宝、1956年12月12日公開）と『任侠清水港』（監督松田定次、製作東映京都撮影所、1957年1月3日公開）の二本立番組が、同時期に上映されている。
1961年（昭和36年）には、前述の2館と並びの同じくガード下に新橋第三劇場を併設して3館体制になった。ニュース劇場は洋画、文化劇場・第三劇場は日本映画を上映した。1964年（昭和39年）に発行された『映画年鑑 1964 別冊 映画便覧』からは、同館の経営者が、開館から前年までの蔡火盛に代って東和企業と記載されるようになった。1963年（昭和38年）12月25日付の宮本常一の日記には「新橋文化へ『にっぽん昆虫記』を見にいく」との記述があり、同年11月16日に封切られた同作（監督今村昌平、製作日活）が5週間遅れで上映されていた。1965年（昭和40年）7月1日、住居表示が実施され、同館の所在地が新橋3丁目25番19号になる。同館と同一の経営であった池上映画劇場は、同年には閉館している。この時期のニュース劇場（観客定員数150名）は洋画特選、文化劇場（観客定員数140名）は松竹・東映・日活の特選、第三劇場（観客定員数120名）は東宝の作品を上映していた。田沢竜次によれば、1960年代においてもニュース劇場は旧作洋画の一本立興行であったという。

### 洋画と成人映画の名画座
1971年（昭和46年）11月に日活が「日活ロマンポルノ」を開始して成人映画に舵を切り、これを機に、ニュース劇場は新橋日活ロマン劇場と改称、日活の上映館に変わり、成人映画館になった。文化劇場は東映系に絞られ、第三劇場は従来の東宝に加えて松竹系の上映劇場に変わり、1970年代に入って、同3館での洋画の上映がなくなった。同3館の経営は、ひきつづき東和企業株式会社であったが、1974年（昭和49年）には同社の代表が蔡火欽から砂井盛光に変わっており、同3館の支配人は、開館以来引き続き滝沢恵吉が務めていたが、同年には呉振奎、翌1975年（昭和50年）には飯野武三、1976年（昭和51年）にはさらに新野俊二、とめまぐるしく変わっていった。同年、新野が支配人に就任するとともに、文化劇場が洋画の名画座に変わっている。それとともに日活ロマン劇場がひきつづき日活、第三劇場が東宝・松竹・東映の旧作、と割り振られた。1979年（昭和54年）には、第三劇場を廃止して、同サイトの最終形態である2館体制になる。それとともに、従来の第三劇場の位置に新橋文化劇場を置き、従来の文化劇場の位置に日活ロマン劇場を置いた。1980年（昭和55年）3月には、日活ロマン劇場をリニューアル開館した。
1988年（昭和63年）4月、にっかつ（日活）はロマンポルノの終了を発表、同年8月3日からは従来の成人映画番線には新日本映像が製作する「エクセス・フィルム」作品を供給するように切り替わった。これを機に、新橋日活ロマン劇場は新橋ロマン劇場と改称している。文化劇場ではハリウッド製のアクション映画の番線落ち二本立上映、ロマン劇場では「エクセス・フィルム」封切作品とにっかつロマンポルノ旧作を交互に三本立上映、という興行方針であった。観客層は、文化劇場は30代・40代の会社員中心、ロマン劇場はそれにプラスしてシニア層の男性が中心であった。2001年（平成13年）2月時点で支配人を務めていた松坂芳男によれば、ロマン劇場の観客は「昔からの熱狂的なにっかつファン」が多く、「上野や池袋と違って」「SM系」の要望が強く、団鬼六原作の作品、小沼勝監督の作品に人気があったという。入場料金については、文化劇場が一般900円、ロマン劇場が一般1,300円というこの時代の料金設定を消費税増税後、そして閉館まで継続した。
2011年（平成23年）、従来、副支配人を務めていた遠藤健介が支配人に就任し、翌2012年（平成24年）6月、ツイッターの公式アカウントによる情報配信を開始する。同年は、1月19日にコダックが連邦倒産法第11章の適用申請、9月13日には富士フイルムが翌年3月の撮影用および上映用フィルムの生産・販売を終了をアナウンスし、映画館のデジタル化が決定的になった時期であったが、新橋文化劇場・新橋ロマン劇場の両館は、フィルムプリントによる上映方針を貫いた。
2014年（平成26年）3月14日にテレビ朝日で放送された『若大将のゆうゆう散歩』では、俳優の竹中直人が加山雄三と共に当館を訪れた。また同年5月には、同年3月30日に亡くなった俳優・蟹江敬三を追悼し、ロマン劇場で『犯す!』（監督長谷部安春、製作日活、1976年2月7日公開）、『花芯の刺青 熟れた壺』（監督小沼勝、製作日活、1976年9月25日公開）、『天使のはらわた 赤い教室』（監督曾根中生、製作にっかつ、1979年1月6日公開）の三本立興行、1週間の特集上映を行った。ちなみにミュージシャンの小西康陽もこの3本を観賞したことを自身のブログで明かしている。
JR高架下の耐震補強工事が行われるため、2014年8月31日、両館ともに閉館。最終日に上映された映画は、文化がクエンティン・タランティーノ監督の『デス・プルーフ in グラインドハウス』（日本配給ブロードメディア・スタジオ、2007年9月1日公開）とマーティン・スコセッシ監督の『タクシードライバー』（配給コロンビア ピクチャーズ、1976年9月18日公開）の2本立。ロマンが田中登監督の『㊙女郎責め地獄』（1973年4月14日公開）と『㊙色情めす市場』（1974年9月11日公開）、そして閉館5日前（8月26日）に亡くなった曾根中生監督の『㊙女郎市場』（1972年9月16日公開）の日活ロマンポルノ3本立で、21時49分（JST）の『タクシードライバー』終映と共に59年の歴史の幕を閉じた。劇場跡地には和風居酒屋「サカナヤ オアジ新橋店」が2016年7月1日から入居している。
かつて新橋ニュース劇場（のちに新橋日活ロマン劇場）の入居した位置には「BAR T's DINER新橋店」があったが、両館の工事に先行して行われた同様の工事のため、閉店した。1994年（平成6年）の新橋名画座（新橋1丁目13番10号）閉館以降、新橋地区に残った最後の映画館であった。